# Аркутіно (пляж)
62°45′00″ пд. ш. 60°19′40″ зх. д. / 62.75° пд. ш. 60.3278° зх. д.

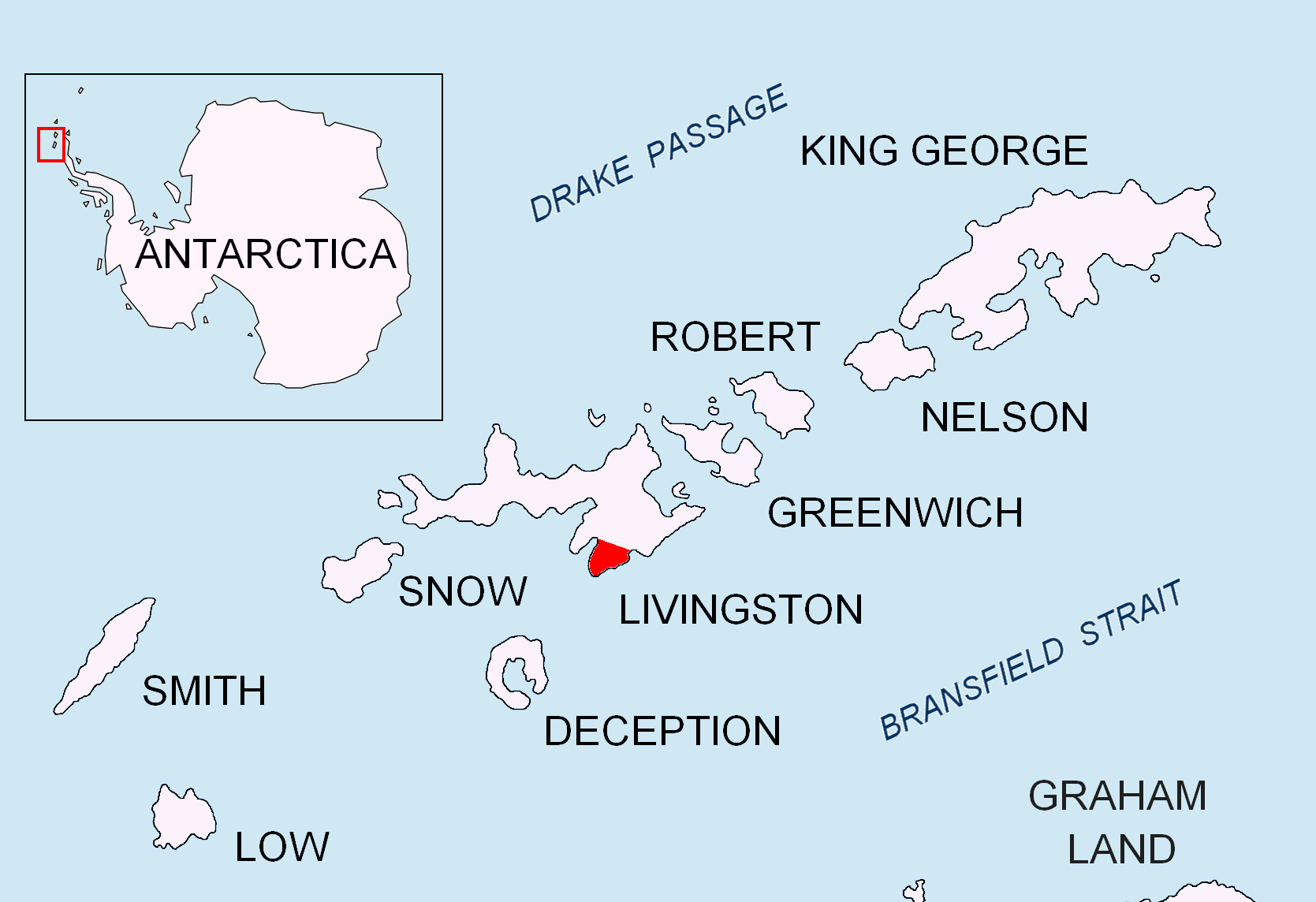
Розташування півострова Рожен на Південних Шетландських островах.

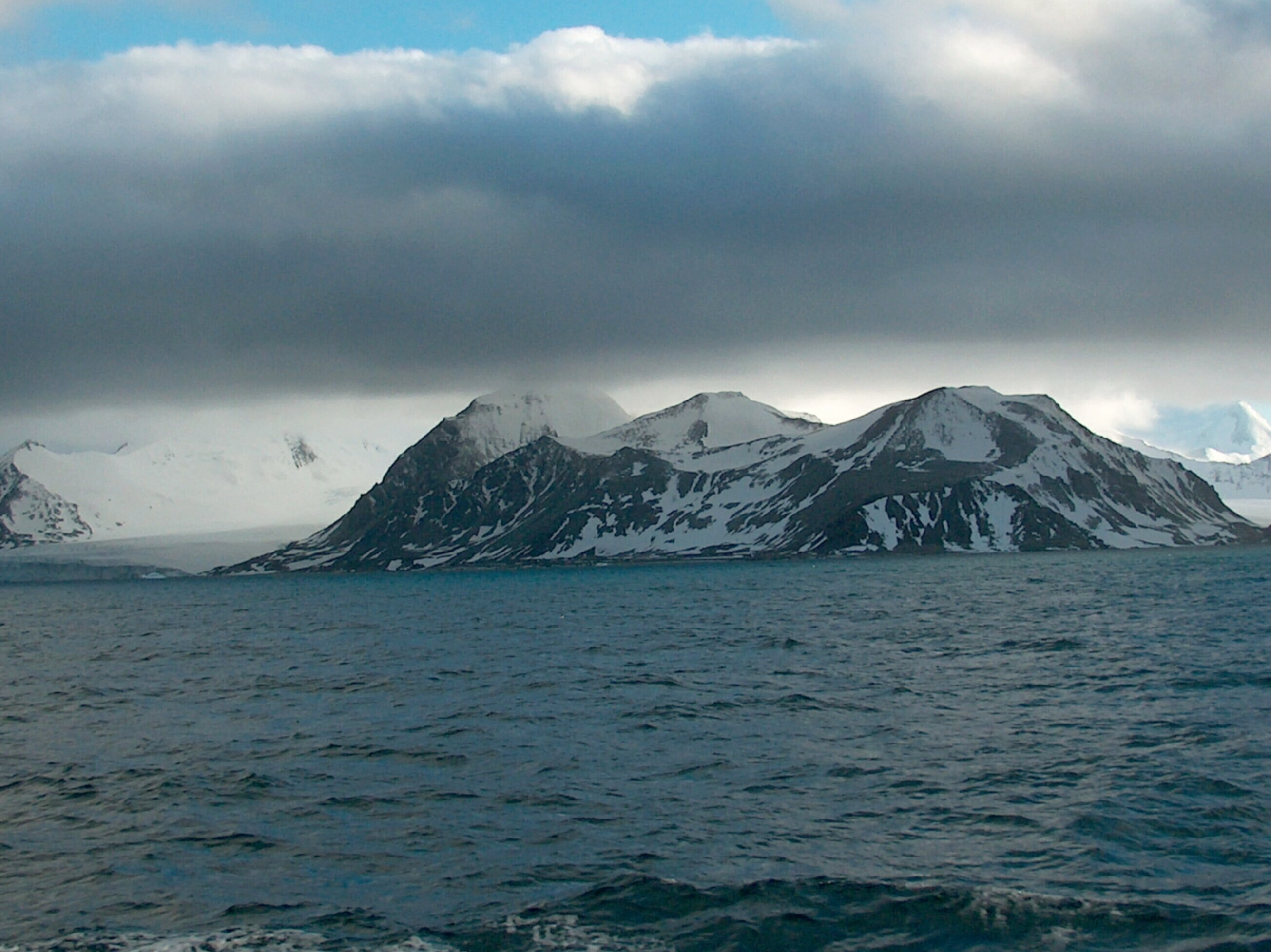
Пляж Аркутіно з південного заходу, на задньому плані - хребет Велека.

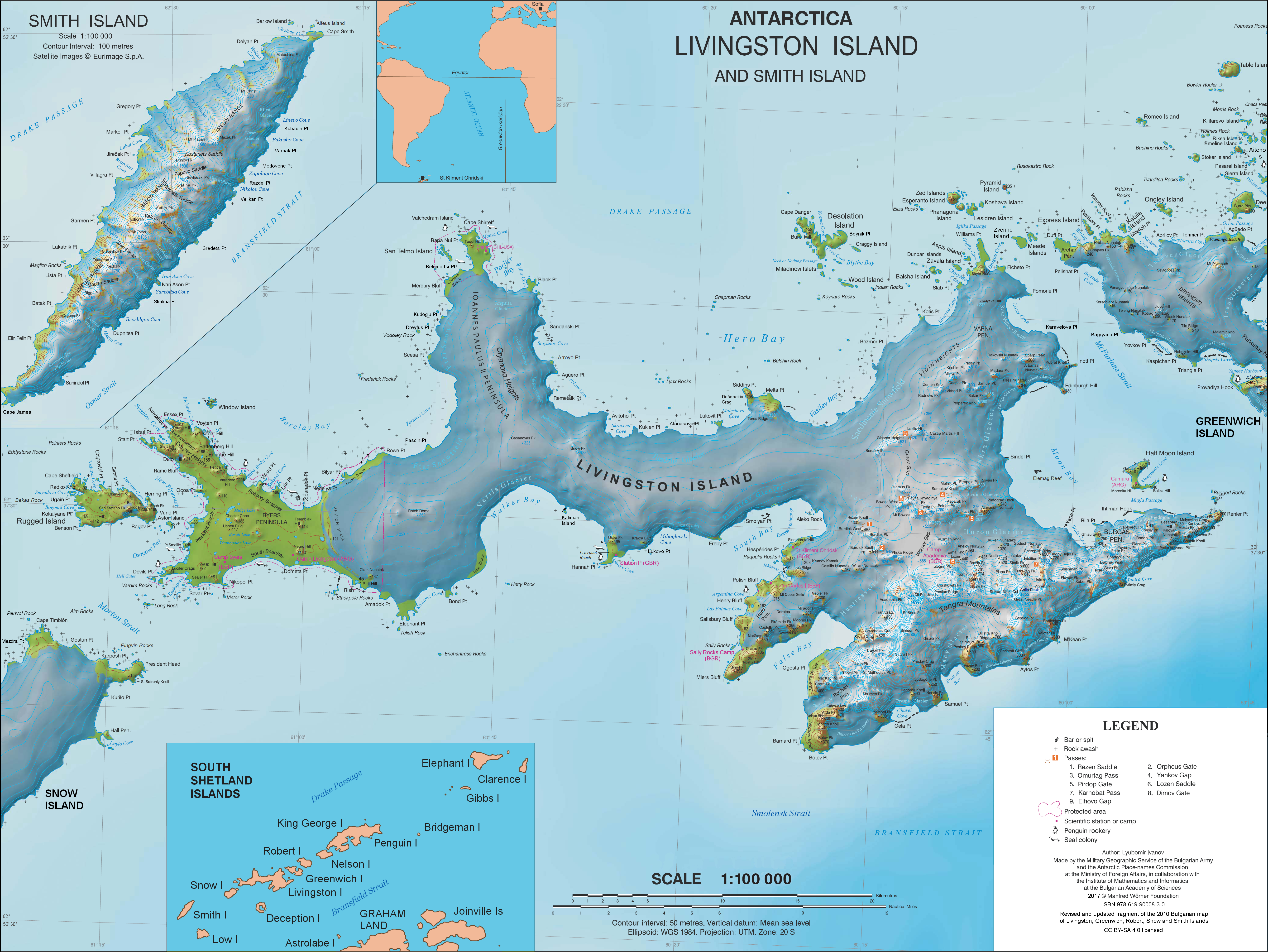
Топографічна карта островів Лівінгстон та Сміт

Пляж Аркутіно (болг. бряг Аркутино, трансліт. bryag Arkutino, IPA: [ˈBrʲak ɐrˈkutino]) - це пляж протяжністю 1,8 км на східному узбережжі затоки Фальс, острів Лівінгстон, Антарктида. Пляж розташований на півострові Рожен, на півночі обмежений льодовиком Благодійності, на півдні точкою Барнард та східним хребтом Велека. Влітку пляж не засніжений. Безлідна поверхня пляжу та прилеглого хребта Велека становить 468 га. 
Цей пляж був назван на честь прибережної лагуни Аркутіно на південному сході Болгарії .

## Розташування
Пляж Аркутіно розташований за координатами 62°45′00″ пд. ш. 60°19′44″ зх. д. / 62.75000° пд. ш. 60.32889° зх. д. (Болгарське картографування у 2005, 2009 та 2017 роках).

## Дивитися також
- Гори Тангра
- Острів Лівінгстон

## Мапи
- Л. Л. Іванов та ін. Антарктида: острів Лівінгстон та острів Гринвіч, Південні Шетландські острови . Масштаб 1: 100000 топографічної карти. Софія.
- Антарктична цифрова база даних (ADD). [Архівовано 5 березня 2017 у Wayback Machine.] Масштаб 1: 250000 топографічної карти Антарктиди. Науковий комітет з антарктичних досліджень (SCAR). З 1993 року регулярно модернізується та оновлюється.
- Л. Л. Іванов. Антарктида: острів Лівінгстон та острів Сміт. Масштаб 1: 100000 топографічної карти. Фонд Манфреда Вернера, 2017.ISBN 978-619-90008-3-0

## Зовнішні посилання
- Пляж Аркутіно. [Архівовано 15 лютого 2020 у Wayback Machine.] Супутникове зображення Copernix

Ця стаття містить інформацію з Антарктичної комісії з географічних назв Болгарії, яка використовується з її дозволу.